# NGC 625

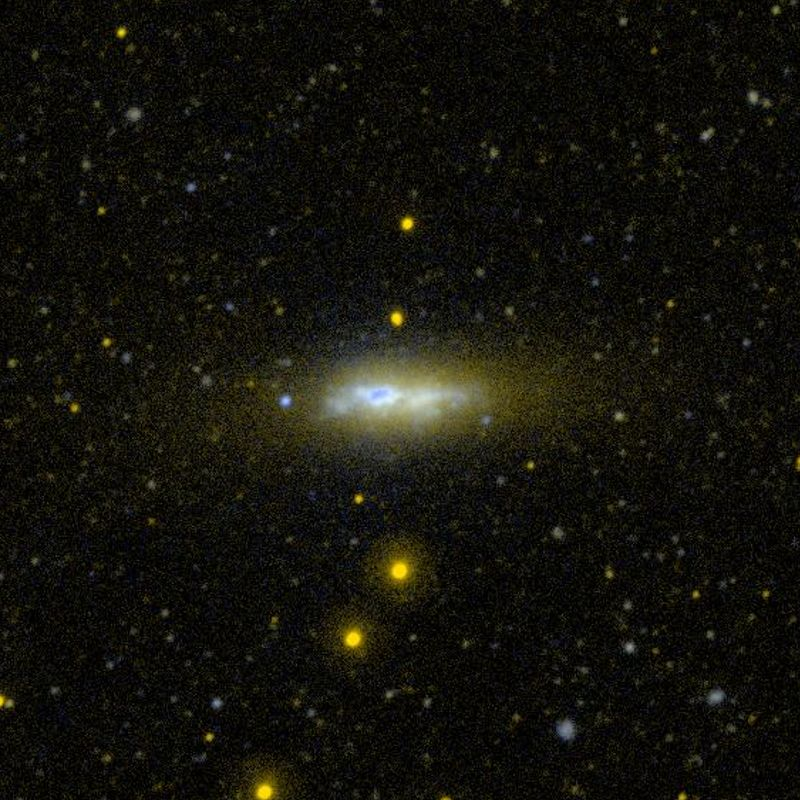
NGC 625

NGC 625 este o galaxie situată în constelația Phoenix. A fost descoperită în 2 septembrie 1826 de către James Dunlop. De asemenea, a fost observată încă o dată de către John Herschel.